# Загреб филм
Загреб филм д.о.о. је филмско предузеће које је 1953. године основало Друштво филмских радника Хрватске 1956. године, започиње са радом и студио за цртани филм, чији ће аутори бити названи мајсторима, а Студио у којем су стварали, Загребачка школа цртаног филма.

## Продукција филмова
- 1962 - Како је сова на плажи китови и јабуке
- 1962 - Шеиков бриљант
- 1963 - Електрична столица је нестала
- 1964 - Врапчић
- 1965 - Циркус Рекс
- 1969 - Хокус-покус (Југославенско радно вријеме)
- 1971 - Старци
- 1975 - Последња утрка
- 1977 - Зашто је пиле жуто а кока није
- 1977 - Људи с репом
- 1977 - Акција стадион
- 1978 - Пријеки суд
- 1978 - Све су плаве
- 1979 - Годишња доба Жељке, Вишње и Бранке
- 1979 - Прико сињег мора
- 1979 - Живи били па видјели
- 1980 - Тајна Николе Тесле
- 1981 - Гости из галаксије
- 1981 - Влаком према југу
- 1983 - С. П. У. К.
- 1985 - Хорватов избор
- 1986 - Сан о ружи
- 1988 - Сокол га није волио
- 1990 - Љето за сјећање
- 1991 - Ђука Беговић